# Albi dell'Audacia
Albi dell'Audacia è il nome di diverse serie a fumetti pubblicate in Italia dagli anni trenta agli anni quaranta dalla casa editrice Vittoria e continuate fino al 1950 anche da altri editori; è famosa per aver pubblicato personaggi come Dick Fulmine, celebre personaggio dei fumetti ideato da Carlo Cossio, e per aver pubblicato per la prima volta in Italia il personaggio di Superman.

## Storia editoriale
La prima serie esordì nel 1938 e venne edita per 80 numeri suddivisi in due serie, la prima edita per 45 numeri dalla casa editrice Vittoria mentre la seconda per 35 numeri editi dalle Edizioni Juventus; la testata presentava, oltre all'esordio del personaggio di Dick Fulmine, anche storie di Berto Bolide di Gino Da Udine e Franco Chiletto, di Maciste di Carlo e Vittorio Cossio e di altri, per lo più di produzione inglese, ma che vennero attribuiti ad autori italiani come Nino della Vega, Girotti, Giovanni Luigi Bonelli e Vittorio Cossio; nella seconda serie esordì la serie con il personaggio di Superman di Jerry Siegel e Joe Shuster, qui rinominato Ciclone.
Nel 1940 le Edizioni Juventus pubblicarono una nuova serie che venne edita per 30 numeri fino alla chiusura nel 1942; la serie, in formato orizzontale gigante, presentava le saghe de Il Signore dello Spazio scritta da Gian Luigi Bonelli e quella di Bolide di Vincenzo Baggioli e Vittorio Cossio oltre a storie auto-conclusive di Bruno Ramella, Gustavo Parenzi, Nico, Bertea, Rino Albertarelli, Edgardo Dell'Acqua, Ottorino Schipani e Alvaro Mairani. Lo stesso editore, nel 1942, pubblicò una nuova serie, Albi dell’Audacia - Nuova Serie AVVENTUROSI, che venne edita per 106 numeri fino al 1947 la quale, per i primi 24 numeri, conteneva episodi autoconclusivi di fumetti di genere bellico mentre dopo pubblicò storie di Dick Fulmine, fatto salvi quattro numeri che contenevano storie di Birillo. In parallelo, l'editore pubblicò anche la serie Albi dell’Audacia - Nuova Serie UMORISTICI, edita per soli 14 numeri dei quali, i primi dieci, con una propria numerazione e poi, i restanti quattro (47, 48, 53 e 54) vennero inseriti nella Serie AVVENTUROSI.
Interrotta anche questa serie, nel 1947, la casa editrice Cremona Nuova fece esordire una nuova serie che verrà pubblicata per 45 numeri fino al 1949 dedicata al personaggio di Dick Fulmine che poi passerà alle Edizioni Ippocampo che ne continuerà a pubblicare le storie su una nuova serie omonima pubblicata per 48 albi fino al 1950, seguita da un'ultima serie edita solo per due numeri nel 1950.